# Тридесет и трети пехотен свищовски полк
Тридесет и трети пехотен свищовски полк е български пехотен полк, през 1900 година и взел участие в Балканската (1912 – 1913), Междусъюзническата (1913), Първата (1915 – 1918) и Втората световна война (1941 – 1945).

## Формиране
Тридесет и трети пехотен свищовски полк е формиран в Русе под името Девети пехотен резервен полк на 4 февруари 1900 съгласно указ № 9 от 1 януари 1899 година в състав четири пехотни и една погранична рота. На 29 декември 1903 година с указ № 84 на княз Фердинанд I се развръща от една в две дружини и се преименува на 33-ти пехотен свищовски полк. Установява се на гарнизон в Свищов.
На 17 септември 1912 от състава на 33-ти и 34-ти полк се формира 54-ти пехотен полк.

## Балкански войни (1912 – 1913)
Участва в обсадата на Одринската крепост. Отделно от това се сражава при село Кемал, Чаталджа, форта Каракол Нокта, Сиври Кая и други. По това време носи бойното знаме, което е предвидено за пета опълченска дружина от Руско-турската война от 1877 – 1878.
По време на Междусъюзническата война (1913) успява да завземе прохода „Св. Никола“, върховете Ощра и Копатник. Полкът воюва в състава на Самоковски отряд. Между 25 и 28 май 1913 полка заедно с Тридесет и четвърти пехотен троянски полк се разбунтува и е прехвърлен от Чаталджа на гара Бойчиновци.
На 11 септември 1915 от състава на 33-ти и 34-ти полк се формира 58-и пехотен резервен полк.

## Първа световна война (1915 – 1918)
Полкът взема участие в Първата световна война (1915 – 1918) в състава на 2-ра бригада от 9-а пехотна плевенска дивизия.
При намесата на България във войната полкът разполага със следния числен състав, добитък, обоз и въоръжение:
| Числен състав                                       | Добитък              | Обоз                                                    | Въоръжение                           |
| --------------------------------------------------- | -------------------- | ------------------------------------------------------- | ------------------------------------ |
| Офицери: 51 Чиновници: 4 Подофицери и войници: 5157 | Коне: 475 Волове: 20 | Обикновени коли: 79 Товарни коли: 252 Специални коли: 4 | Пушки и карабини: 4560 Картечници: 4 |

През 1915 година полкът се сражава при Черни връх, Селачка, Извор, Дряновец, Върбица, Боровац, Преконоге, Скирача и Орлеан, върховете Грамада, Магашка Чуса и други. От 1916 води боеве при Петорак-Арменохор, Кенали, Меджедли, Негочане.
На 8 юли 1919 година полкът е разформирован, а от частите на полка се създава трета дружина на 4-ти пехотен плевенски полк. На 5 юни 1937 името на полка е дадено на 2-ри пехотен искърски полк. 

## Наименования
През годините полкът носи различни имена според претърпените реорганизации:
- Девети пехотен резервен полк (4 февруари 1900 – 29 декември 1903)
- Тридесет и трети пехотен свищовски полк (29 декември 1903 – 8 юли 1919)

## Командири
Званията са към датата на заемане на длъжността.
| №  | звание       | име              | дати                                  |
| -- | ------------ | ---------------- | ------------------------------------- |
| 1. | Полковник    | Иван Златанов    |                                       |
|    | Полковник    | Манол Чакъров    | през Балканските войни, до 5 май 1914 |
|    | Подполковник | Константин Попов | 1914 – 1917                           |
|    | Полковник    | Тодор Нейков     | от 1917                               |